# 奥地利天主教

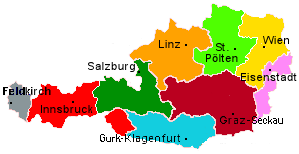
奥地利教区

奥地利天主教（德語：Römisch-katholische Kirche in Österreich）是普世天主教会的一部分，遵循教宗的领导。

## 現況

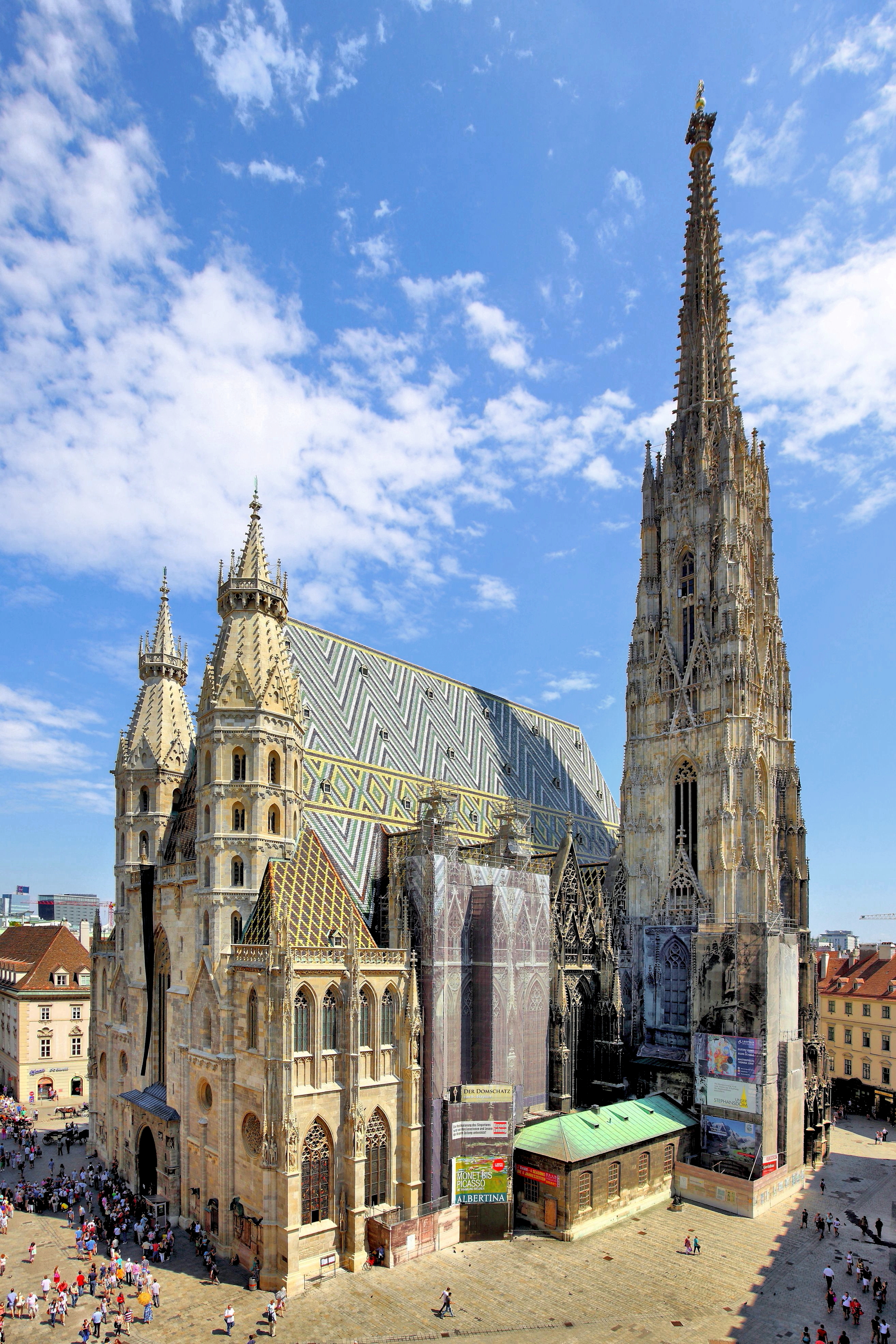
維也納的圣斯德望主教座堂

奧地利天主教是奧地利最大的基督教教派，根據2001年人口統計，有560萬人（73.6%）。 2001年，主日進堂人數大約佔11.5%。2001年以來，天主教徒的進堂人數已有所下降，主要是因為世俗化和移民。最新的數字（2005年底奧地利天主教提供），列出566萬人（奧地利總人口的68.5%），每週進堂人數753,701（9%）。與此同時，奧地利的穆斯林人口已增至人口的4.2％，有可能在數年間超越奧地利新教人口（低於5％），從而使伊斯蘭教成為奧地利第二大宗教，僅次於天主教。

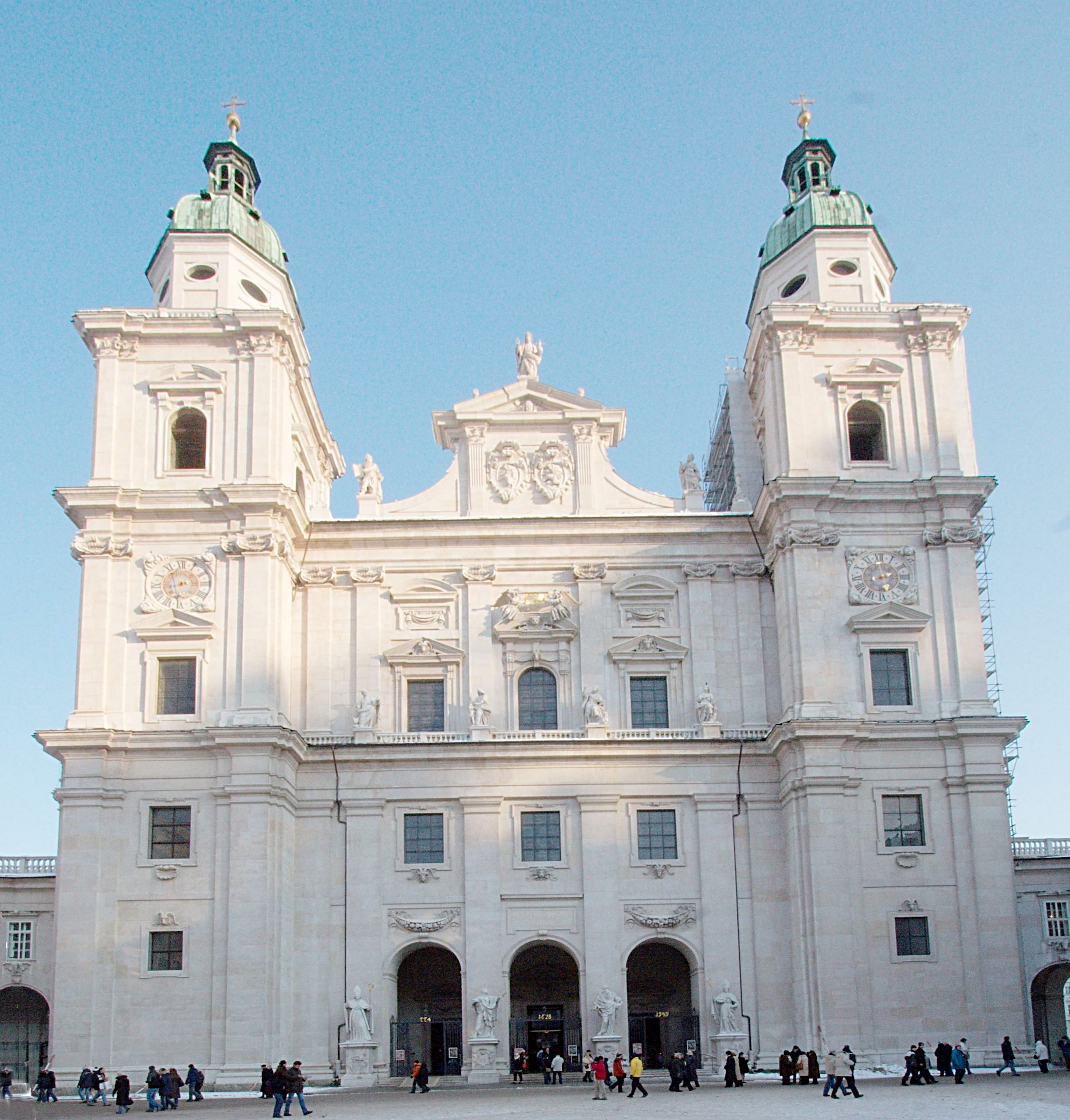
薩爾茨堡的薩爾茨堡主教座堂

奧地利天主教的管理機構是奧地利主教團，包括兩位總主教（維也納、薩爾茨堡）、主教和韋廷根-Mehrerau修道院（直屬教廷）院長。不過每個教區是獨立對教宗負責。主教團現任團長是樞機主教 克里斯托弗·順博恩，來自中歐貴族家族順博恩（Schönborn）。
薩爾茨堡總主教擁有Primus Germaniae（德意志主教長）頭銜。

## 教区

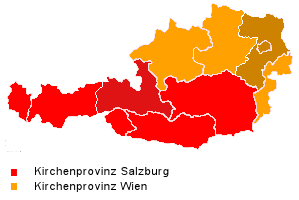
奥地利天主教教省和兩個總教區

- 天主教薩爾茨堡總教區
  - 天主教費爾德基希教區
  - 天主教格拉茨-塞考教區
  - 天主教古爾克教區
  - 天主教因斯布魯克教區

- 天主教維也納總教區
  - 天主教艾森斯塔特教區
  - 天主教林茨教區
  - 天主教聖帕爾滕教區